# Burbank (Illinois)
Burbank je grad u američkoj saveznoj državi Ilinois. Prema popisu stanovništva iz 2010. u njemu je živjelo 28.925 stanovnika.